# Guringai
Kuringgai (también deletreado como Ku-ring-gai, Kuring-gai o Guringai) se refiere al nombre de un pueblo aborigen australiano que vive en Nueva Gales del Sur, Australia.

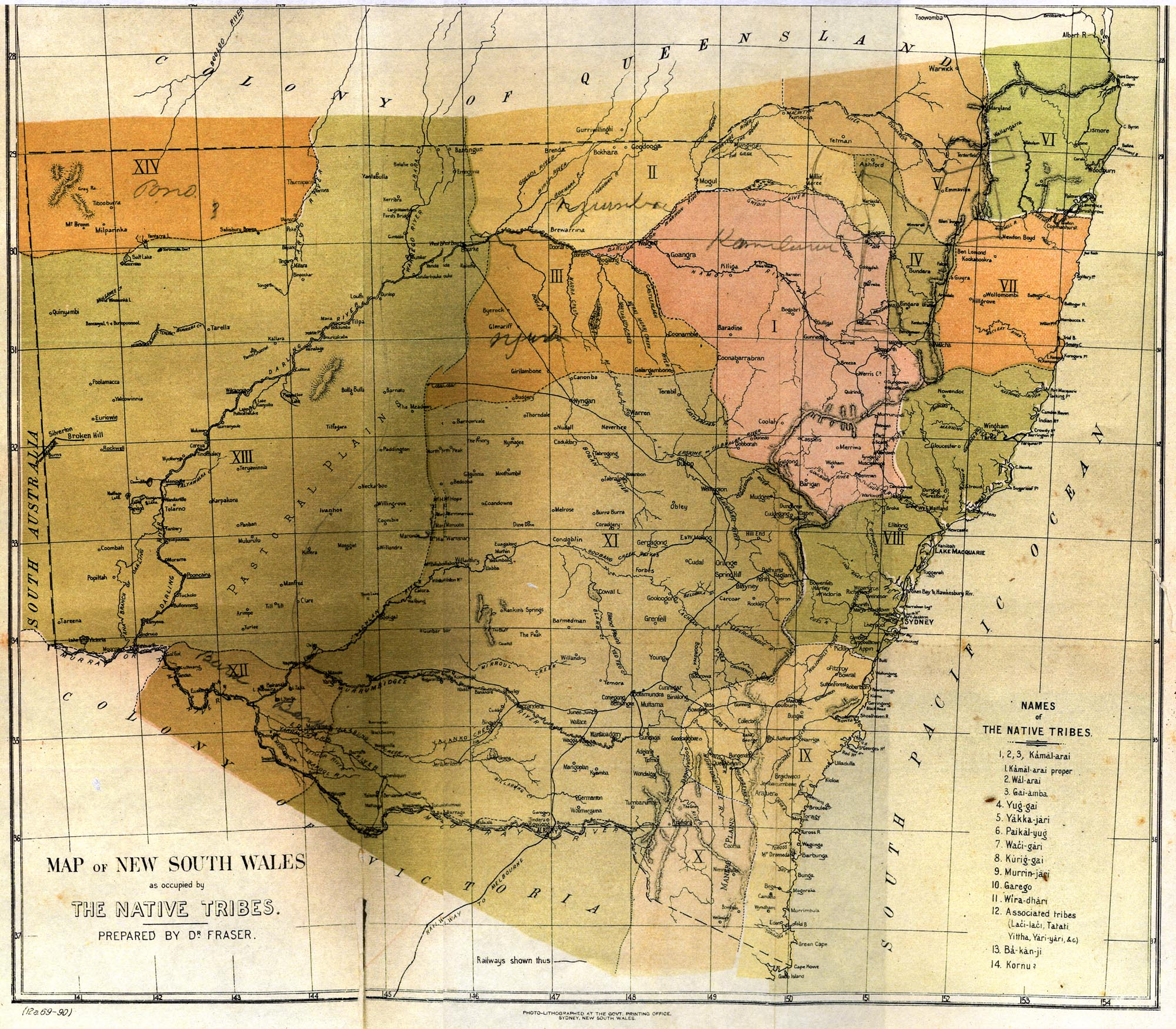
Mapa de Fraser de 1892. Territorio Kuringgai marcado como VIII.

En 1892, John Fraserger usó el término Kuringgai (Ku̇riġgai en su transcripción fonética) para referirse a la gente que habitaba una larga y estrecha franja de costa central de Nueva Gales del Sur.

La siguiente gran tribu son los Kuringgai de la costa. Su ‘taurai’ (territorio de caza o territorio a secas) se dice que se extiende hacia el norte hasta el Río Macleay, y yo he descubierto que hacia el sur llega hasta el río Hawkesbury. Después, examinando las estribaciones del lenguaje de los nativos de los alrededores de Sídney y hacia el sur, y por otras pruebas, puedo asegurar que ese territorio estaba ocupado por sub-tribus de los Kurringgai. [sic]

De acuerdo con Fraser, el territorio de los Kuringgai lindaba con los Wachigari y los Paikalyung hacia el norte, con los Kamilaroi hacia el noroeste, con los Wiradjuri al oeste y con los Murrinjari hacia el sur.
Pero Norman Tindale dijo más tarde en 1974 que “los Awabakal son la principal de una serie de tribus a las que Fraser aplicó arbitrariamente el nombre de Kuringgai.” Tindale dividió el área que Fraser asignó a los Kuringgai en varias tribus diferenciadas entre sí, entre las que se incluyen los Tharawal, los Eora, los Dharuk, los Darkinjung, los Awabakal, los Worimi, los Birpai, y los Ngamba entre otros.
Algunos de los clanes son los Garigelial, Cammeragal, Borregegal, Awabano, Walkeloa, y otros cientos más que usan el dialecto Guringai. Son cazadores y recolectores. Las vidas de los Guringai se rigen por las estaciones y los viajes estacionales a través de sus tierras, en medio de grandes ceremonias. Los Guringai aún viven en sus territorios tradicionales.